# Nunataki Malygina
Nunataki Malygina är en nunatak i Antarktis. Den ligger i Östantarktis. Australien gör anspråk på området. Toppen på Nunataki Malygina är 1 816 meter över havet.
Terrängen runt Nunataki Malygina är huvudsakligen en högslätt. Trakten är obefolkad. Det finns inga samhällen i närheten.